# Carsten Peter Thiede
Carsten Peter Thiede (ur. 8 sierpnia 1952 w Berlinie Zachodnim, zm. 14 grudnia 2004 w Paderborn) – niemiecki historyk i papirolog, badacz najstarszych manuskryptów Nowego Testamentu i zwojów z Kumran, również członek Niemieckiego Centrum PEN i zakonu joannitów. Był profesorem katedry historii Nowego Testamentu na Uniwersytecie w Bazylei, wykładowcą na izraelskim Uniwersytecie Ben Guriona i dyrektorem Instytutu Badań Epistemologicznych w Paderborn. Zajmował się również naukowo średniowiecznymi tekstami łacińskimi i początkami chrześcijaństwa oraz był pisarzem popularnonaukowym.
Największą sławę przyniosły mu badania krytyczne najwcześniejszych manuskryptów biblijnych. W pracy The Earliest Gospel Manuscript z roku 1982 Thiede wsparł O’Callaghana w identyfikacji papirusu 7Q5 z siódmej groty w Kumran jako najstarszego zachowanego manuskryptu ewangelii według Marka, co datuje ten fragment na okres przed rokiem 68 n.e., gdy Rzymianie zdobyli Qumran.
W grudniu 1994 Thiede opublikował wyniki swoich badań dotyczących datowania papirusu magdaleńskiego zawierającego trzy skrawki z greckim tekstem Ewangelii według Mateusza rozdz. 26. Na podstawie badań paleograficznych Thiede zmienił datowanie tego manuskryptu na ok. 60 rok n.e. (nie jak sądzono wcześniej na przełom II/III wieku). Nowe datowanie oznaczałoby przełom w badaniach nad początkami Nowego Testamentu, przede wszystkim to, że papirus magdaleński byłby najstarszym zachowanym manuskryptem biblijnym. Ewangelia Mateusza zostałaby napisana rzeczywiście przez Mateusza w I wieku n.e., a nawet przed rokiem 70 n.e., czyli zniszczeniem Jerozolimy przez Rzymian, które przepowiada, co jest zgodnie z najstarszą tradycją. Odkrycia Thiede'a mają też dalekie inklinacje na datowanie pozostałych manuskryptów.
Carsten Thiede był również zwolennikiem identyfikacji drewnianego przedmiotu tzw. titulus crucis, przechowywanego w Rzymie jako fragmentu autentycznego krzyża, na którym zginął Jezus Chrystus.

## Papirus magdaleński
Thiede datuje powstanie papirusu na I wiek). Przesłanki zmiany datacji papirusu oparte są na wykazaniu iż:
- kodeksy (czyli książki) znane były już w I wieku co wynika m.in. z epigramu Marcjalisa (Epigram 1,2) z 84-86 roku n.e.: „Jeśli zechcecie, udając się w drogę wziąć ze sobą moje książki ... te małe tomiki...”. Początki kodeksu jak podaje włoski papirolog Gallo zostały przesunięte do I wieku n.e.[2];
- porównując rękopisy i styl ze zwojami i papirusami z Qumran, Nachal Chewer i Herkulanum, których czas powstania datuje się na I wieku iż wykazują one datację papirusu magdaleńskiego na I wiek[3].

Przegląd tekstów z III i IV wieku wyklucza możliwość datowania papirusu na okres późniejszy niż koniec II wieku.
Datowanie Robertsa opierało się na porównaniu papirusu magdaleńskiego do tekstów których datacja jest tylko pośrednia: „fragment zapisu na skórze 4QLXXLeva z qumrańskiej Jaskini 4 dostarcza nam użytecznego przykładu pisma, które pozwala datować papirus magdaleński na połowę I wieku”. W Nachal Chewer w 1952 roku i później w Jaskini Grozy odkryto części tego samego zwoju, który wykazuje zasadnicze podobieństwa do pisma użytego w papirusie magdaleńskim. W zwojach tych posłużono się stylem charakterystycznym dla I wieku p.n.e. i I wieku n.e.
Carsten Thiede konkluduje:
„Podsumowując dowody pochodzące z analizy zwojów znad Morza Martwego, możemy się cieszyć, że te greckie teksty, datowane na połowę I wieku n.e. lub na jego wcześniejsze dekady są bliższe fragmentom Ewangelii św Mateusza [tzn. omawianemu papirusowi magdaleńskiemu] niż alternatywne papirusy z II bądź III wieku. Jest to wystarczająco przekonujące aby oznaczyć datę powstania tych Mateuszowych urywków na I wiek n.e., na rok około 70 lub wcześniejszy”.
W 1994 roku znaczny rozgłos zyskał niemiecki papirolog Carsten Peter Thiede z Paderborn, który przedstawił dowody zmieniające datowanie papirusu magdaleńskiego na ostatnie trzy dekady I wieku n.e. (prawdopodobnie rok ok. 60 n.e.). Oficjalny artykuł Thiedego ukazał się w 2003 r. w „Magazynie epigraficznym i papirologicznym” (Zeitschrift für Papyrologie und Epigraphik). Tekst popularnonaukowy zredagowany został wraz z Matthew d’Ancona i opublikowany jako Jezusowy papirus.
Zmiana datowania papirusu magdaleńskiego zaproponowana przez Thiedego nie została przyjęta przez uczonych.

## Publikacje

### Prace dostępne w języku polskim
- Jezusowy papirus, przeł. Barbara Przybyłowska, Warszawa: Wydawnictwo Amber 2007 (współautor Matthew D’Ancona).
- W poszukiwaniu świętego krzyża, przeł. Ewa Witecka, Warszawa: Wydawnictwo Amber 2006 (współautor Matthew D’Ancona).
- Jezus - człowiek czy Bóg, przeł. Ewa Morycińska-Dzius, Warszawa: Klub dla Ciebie - Bauer-Weltbild Media 2006.
- Emaus. Zaginione święte miejsce chrześcijaństwa, wstęp Matthew d’Ancona, przeł. Barbara Przybyłowska, Warszawa: Wydawnictwo Amber 2007.

### Prace dostępne w jęz. angielskim
- The Heritage of the First Christians (1994)
- The Jesus Papyrus (1994) (współautor Matthew D’Ancona)
- Rekindling the Word: In Search of Gospel Truth (1996)
- Jesus: Life or Legend (2001)
- The Dead Sea Scrolls (2001)
- The Quest for the True Cross (2002) (współautor Matthew D’Ancona)
- The Dead Sea Scrolls and the Jewish Origins of Christianity (2003)
- The Cosmopolitan World of Jesus: New Light from Archaeology (2004)
- Emmaus Mystery: Discovering Evidence of the Risen Christ (2005)
- Jesus: Man or Myth? (2006)